# Mazda 787B
La Mazda 787/787B è uno sport prototipo costruito secondo i regolamenti FIA di Gruppo C, per gareggiare nella 24 Ore di Le Mans e nel Campionato mondiale sportprototipi. La particolarità della vettura sta nel propulsore che la spinge, un motore rotativo Wankel, qui in una versione quadrirotore denominata R26B; è  stata la prima vettura a vincere la 24 ore di Le Mans (1991) con questo tipo di motore.

## Dati tecnici
Il telaio è una monoscocca in fibra di carbonio; anche la carrozzeria adotta materiali compositi in kevlar carbonio, come l'impianto frenante, per permettere un peso di 830 kg. Il  Wankel ha quattro rotori in linea, ognuno con 3 candele; la cilindrata unitaria è di 654 cm³ per un totale di 2.616 cm³, equivalenti secondo il criterio di correzione a 4.708 cm³ di un motore a pistoni. Il propulsore sviluppa 700 CV a 9.000 giri/min, regime contenuto per prudenza, dato che gli ingegneri Mazda rivelarono che oltre tale soglia la potenza aumentava a 930 CV con un limite portato a 10.500 giri/min; la coppia motrice del motore raggiunge un picco di 608 Nm a 6.500 giri/min.

## Risultati sportivi

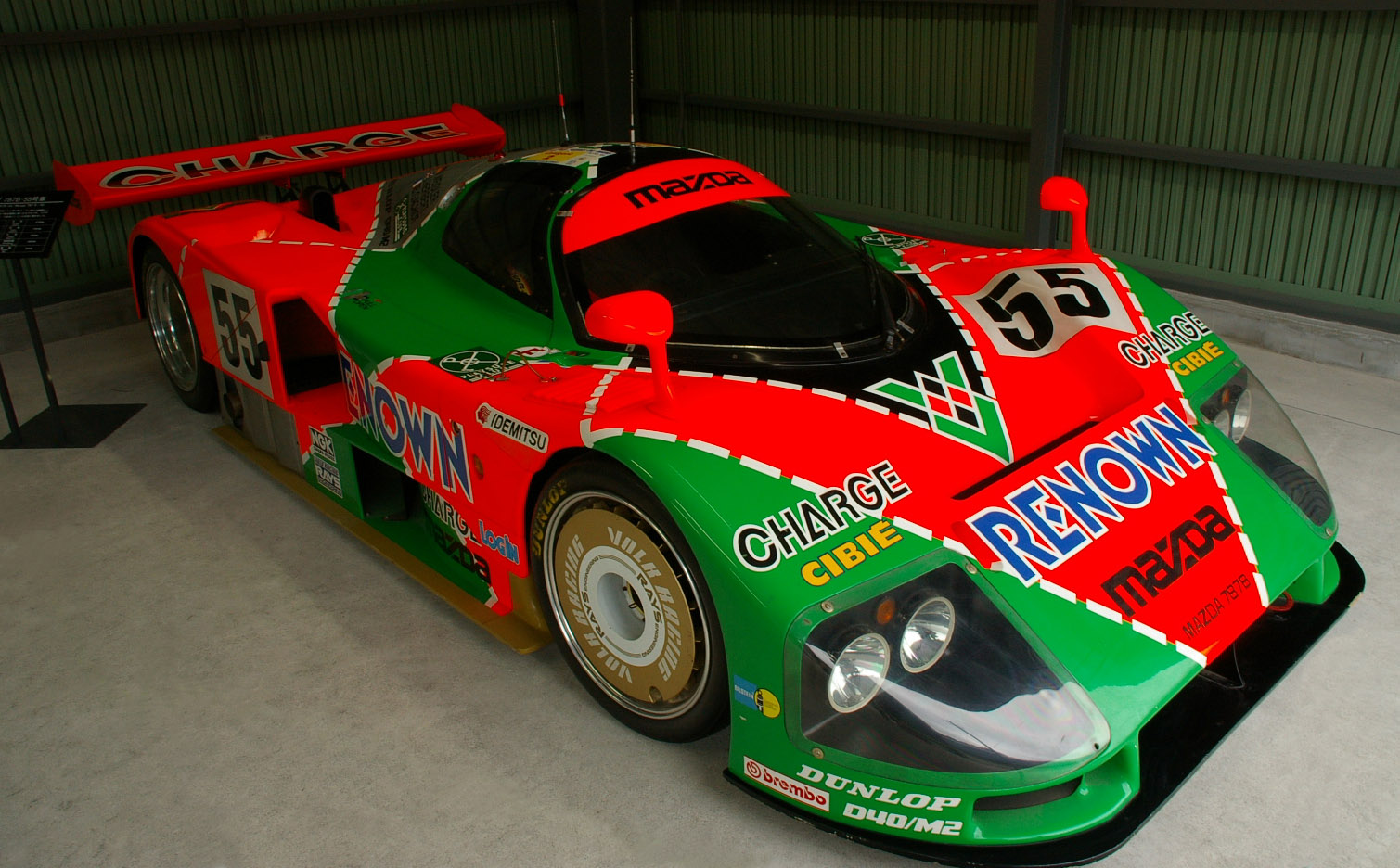
La Mazda 787B

La Mazda schierò due 787 nel 1990 solo per puntare alla vittoria alla 24 Ore di Le Mans, disinteressandosi del Campionato mondiale sportprototipi (WSC); le 787 in gara ebbero inconvenienti meccanici al motore: perdita d'olio e cavi elettrici bruciati per inadeguato raffreddamento, e si ritirarono.
Nel 1991 la Mazda schierò una versione rivista, la 787B, partecipando anche al campionato del mondo prototipi e al campionato giapponese prototipi. Alla 24 Ore di Le Mans 1991, furono schierate tre vetture. Nonostante partisse senza i favori dei pronostici, la Mazda approfittò dei problemi degli avversari: le nuove Peugeot 905, le Mercedes-Benz C11 e le Porsche 962 si ritirarono per problemi al motore, le Jaguar XJR-12 condussero una gara in difesa per un consumo di carburante eccessivo; la leggera Mazda 787B vinse la corsa con  Johnny Herbert, Volker Weidler e Bertrand Gachot.
Dopo la vittoria, la Mazda 787B con telaio 002 fu messa in mostra presso il museo della casa madre. Le competizioni vennero portate avanti dal telaio 003, che presentava aggiornamenti aerodinamici. Corse tre prove valide al'All Japan Sports Prototype Championship e la gara ad Autopolis per il campionato del mondo prototipi. Il miglior risultato fu un terzo posto alla 1000 km del Fuji guidata da David Kennedy e Takashi Yorino.